# Verdellino
Verdellino là một đô thị ở tỉnh Bergamo trong vùng Lombardia, có vị trí cách khoảng 40 km về phía đông bắc của Milano và khoảng 12 km về phía tây nam của Bergamo. Tại thời điểm ngày 31 tháng 12 năm 2004, đô thị này có dân số 7.186 người và diện tích là 3,8 km².
Verdellino giáp các đô thị: Boltiere, Ciserano, Levate, Osio Sotto, Verdello.